# Johann Thomas Ludwig Wehrs
Johann Thomas Ludwig Wehrs (Gottinga, 18 luglio 1751 – Isernhagen, 26 gennaio 1811) è stato un teologo tedesco.
Wehrs, figlio di un funzionario, studiò teologia dal 1769 al 1775. La sua conoscenza del francese, dell'inglese e dell'italiano lo condusse nel 1772 far parte del Hainbund. Solo un suo poema apparve nel Göttinger Musenalmanach del 1777. Il poeta Hölty morì tra le sue braccia nel 1776 ad Hannover, durante l'occupazione di Wehrs. Nel 1780 divenne pastore a Kirchhorst vicino ad Hannover, trasferendosi nel 1788 a Isernhagen.